# Agnus Dei (Zurbarán)
Agnus Dei (en llatí, Anyell de Déu) és un quadre de Francisco de Zurbarán propietat del Museu del Prado de Madrid. Està pintat a l'oli sobre llenç i mesura 38 cm d'alt per 62 cm d'ample. Zurbarán va realitzar sis versions d'aquest tema, entre les quals presenten molt poques variants. Una d'aquestes variacions es troba a Barcelona i un altre a la Fine Art Gallery de San Diego (Califòrnia, Estats Units).
Té la inscripció del llibre dels fets 8:32: "Com a ovella a la mort va ser portat; I com a be mut davant del que ho esquila, així no va obrir la seva boca".
Zurbarán realitza aquí una imatge de l'Anyell de Déu o Agnus Dei extraordinàriament naturalista. Podria prendre's com un estudi del natural per inserir-ho després en composicions com L'adoració dels pastors; no obstant això, hi ha bens que contenen un sentit clarament religiós, sobretot si porten nimbe. La bellesa del bé pot suggerir que l'espectador es troba davant de Crist però, d'altra banda, és un xai petit exempt d'idealitzacions, segons la religiositat espanyola de la primera meitat del segle xvii. Zurbarán lliga de quatre potes l'anyell i les projecta cap a l'espectador per donar major sensació de volum i fer-lo partícip de l'escena. La figura es retalla sobre un fons neutre que destaca la minuciositat amb què ha pintat l'artista els bucles de llana.